# بوابات مالية
البوابات المالية (بالإنجليزية: Financial portals) هي مواقع ويب تزود المستخدم بتشكيلة من البيانات والمعلومات المالية، تعد كمحور معلومات للمستثمرين الذين هم بحاجة إلى أخبار وبيانات مالية فورية مناسبة لاتخاذ قراراتهم الاستثمارية.

## وظيفة البوابات المالية
العنصر الأساسي لجعل القرارات الاستثمارية مربحة وناجحة هو البقاء على اطلاع بتغيرات السوق وبالأحداث والقرارات المهمة التي تؤثر على أسواق الأسهم حول العالم، ومن هنا ظهرت أهمية بوابات الإنترنت المالية. فهي تزود المستخدمين بآخر أسعار وأخبار أسواق الأسهم، بالبحوث المالية والمقالات، بتوصيات للعديد من المحللين الماليين، كما تقدم وصلات لمواقع ذات علاقة بالمواضيع المالية، بالإضافة إلى بعض الأدوات المالية، والنصائح والتخطيطات، كما أن بعض البوابات تقدم خدمات إضافية مثل: حسابات بريد إلكتروني، منتديات، غرف دردشة. و يمكن اختصار أهم خدمات البوابات المالية في النقاط التالية:
- توفر أخبار من أسواق مختلفة.
- توفر معلومات عن الشركات بالإضافة إلى تقديرات أسعار الأسهم
- توفر البيانات التي تتعلّق بجميع أنواع الاستثمار المختلفة، مثل: السندات، صناديق استثمار.
- أدوات مالية مساعدة مثل: أدوات لسوق الأسهم، برامج المحفظة الاستثمارية، حاسبات مالية.